# Zbór Kościoła Zielonoświątkowego „Jeruzalem” w Kamiennej Górze
Zbór Kościoła Zielonoświątkowego „Jeruzalem” w Kamiennej Górze – zbór Kościoła Zielonoświątkowego w RP znajdujący się przy ulicy Wałbrzyskiej 15 w Kamiennej Górze. Pod względem administracyjnym należy do okręgu zachodniego.

## Historia
Historia zboru zaczęła się w latach 80. XX wieku wraz z działalnością Chrześcijańskiego Stowarzyszenia Medycznego, które w 1988 roku zakupiło dom w Kamiennej Górze na siedzibę biura krajowego. Stał się on miejscem spotkań osób zainteresowanych utworzeniem zboru w Kamiennej Górze. W dzień Święta Reformacji w 1988 roku powołano do życia Samodzielną Placówkę Kościoła Zielonoświątkowego w Kamiennej Górze funkcjonującą ze względów formalnych jako placówka zboru z Lwówka Śląskiego. Rok później zarejestrowano oficjalnie samodzielny zbór w Kamiennej Górze. W 1997 roku do zboru przyłączył się funkcjonujący od 1992 roku Kościół Jezusa Chrystusa w Kamiennej Górze, który wywodził się z katolickiej wspólnoty „Odnowa w Duchu Świętym”.
Zbór kilkakrotnie zmieniał swój lokal, pierwotnym miejscem spotkań i nabożeństw było pomieszczenie w suterenie budynku adaptowane z garażu, następnie kamienica w centrum miasta, a od 1998 roku jest to stopniowo remontowany kompleks budynków przy ulicy Wałbrzyskiej zaadaptowany po dawnej hurtowni spożywczej.
Na koniec 2010 zbór skupiał 121 wiernych, w tym 75 ochrzczonych członków.

## Działalność
Nabożeństwa odbywają się w niedzielę o godz. 10:00.
Oprócz tego zbór prowadzi spotkania dla osób uzależnionych i ich rodzin, grupę biblijną, grupę modlitewną oraz grupę dla seniorów.
Przy zborze działa Integracyjny Punkt Przedszkolny „Romano drom pe fedyr dzipen” integrujący dzieci pochodzenia romskiego.